# Rio entrelaçado

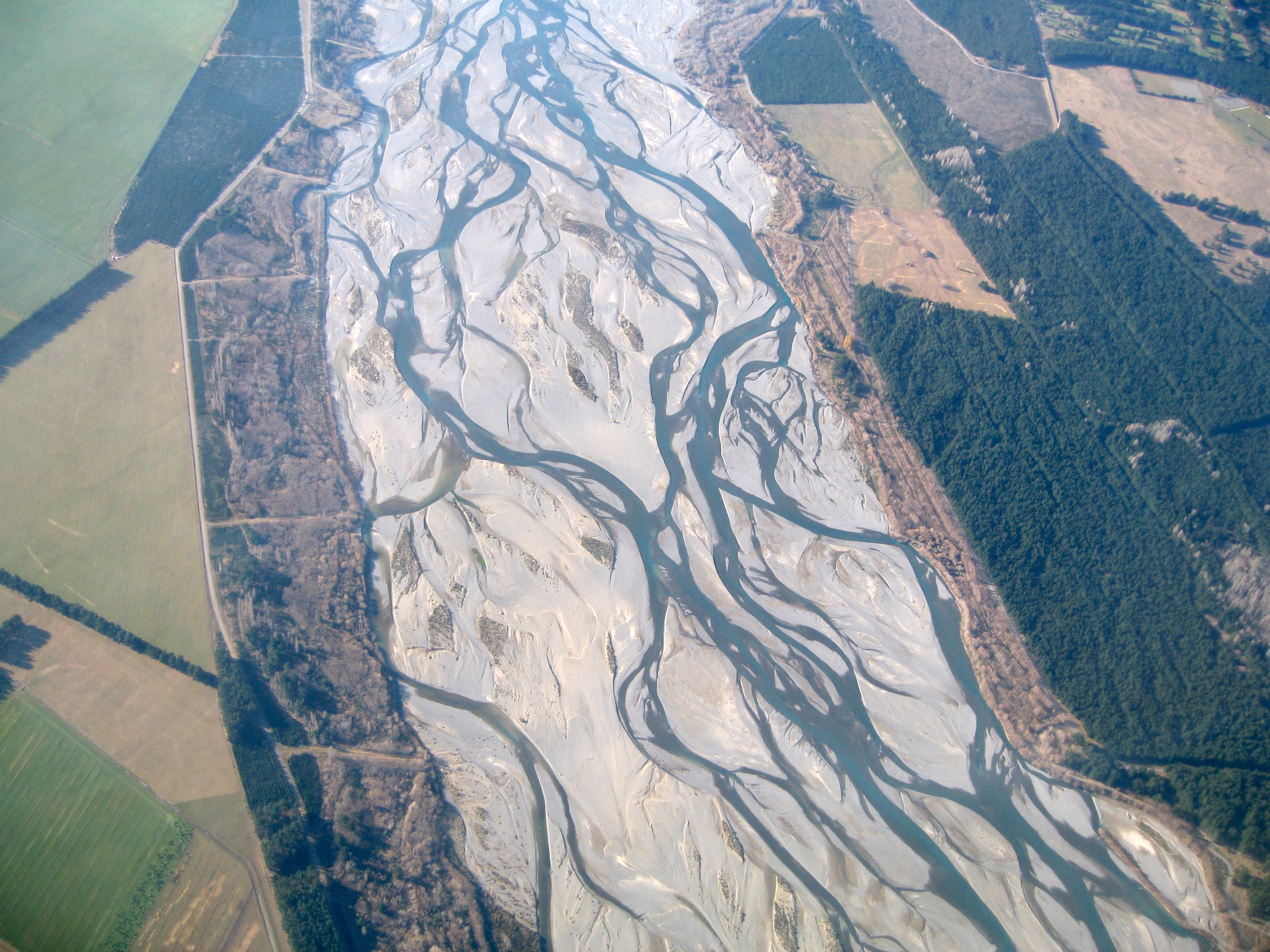
Desde a nascente nos Alpes do Sul, o rio Waimakariri flui através da planície de Canterbury na ilha Sul da Nova Zelândia.

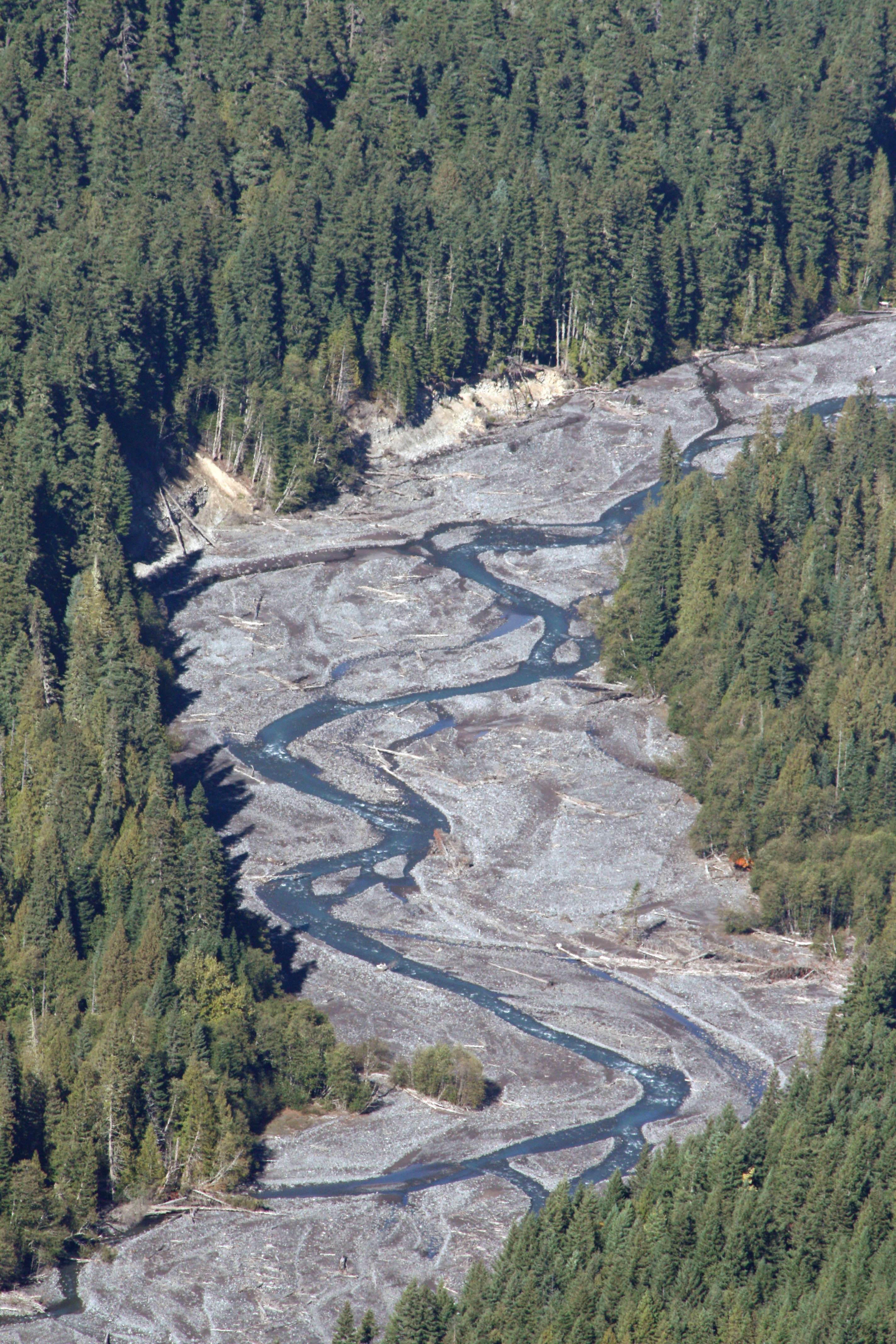
O rio White no estado de Washington transporta uma grande carga de sedimentos do glaciar Emmons no monte Rainier, um jovem vulcão em rápida erosão.

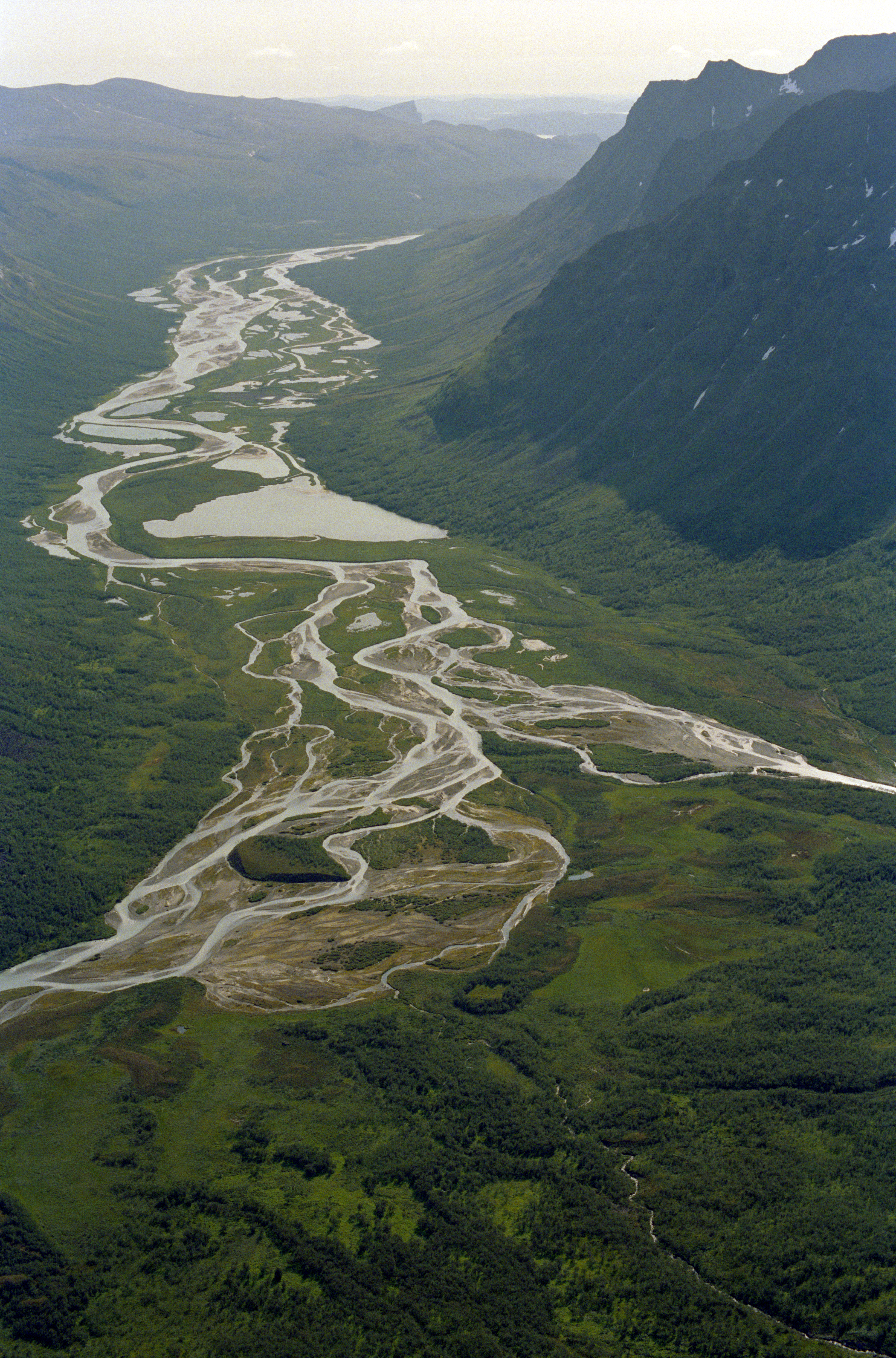
Trecho alto do vale do rio Rapa, em Tielmaskaite (Dielmmá, Lapónia).

Rio entrelaçado ou rio trançado é um tipo de rio sem canal principal, com presença de vários relevos que levam os cursos de água a se dividirem e se entrelaçarem. É diferente do rio meandrante. É um padrão característico de ambiente com acúmulo de sedimentos, assim com uma grande capacidade de transportar o material, também tem seu papel de erosão e deposição. O rio entrelaçado, pode ser diferenciado pela quantidade de elevada de barras de canal que migram em função da energia e do fluxo do rio, contudo, pela presenças de inúmeras ilhas recobertas por vegetação disposta ao longo do canal.